# Anna Iljuštšenko
Anna Iljuštšenko (ur. 12 października 1985 w Sillamäe) – estońska lekkoatletka specjalizująca się w skoku wzwyż, dwukrotna olimpijka.
Jedenasta zawodniczka konkursu skoku wzwyż podczas młodzieżowych mistrzostw Europy z roku 2005. Bez powodzenia startowała na europejskim czempionacie w Göteborgu (2006). Rok później zajęła 7. miejsce na uniwersjadzie w Bangkoku. Na eliminacjach zakończyła swój występ podczas igrzysk olimpijskich w Pekinie (2008). Odpadła w eliminacjach Halowych Mistrzostw Europy 2009. W tym samym roku zajęła 5. miejsce na uniwersjadzie i startowała podczas mistrzostw globu w Berlinie.
Na jedenastym miejscu zakończyła rywalizację w trakcie europejskich mistrzostw w Barcelonie (2010). Latem 2011 roku zdobyła brąz uniwersjady oraz uplasowała się na 12. miejscu podczas mistrzostw świata. W 2012 nie przeszła przez eliminacje na halowych mistrzostwach świata, europejskim czempionacie i na igrzyskach olimpijskich w Londynie.
W marcu 2013 zajęła 4. miejsce na halowych mistrzostwach Europy. W tym samym roku zdobyła swój drugi brąz uniwersjady. W 2016 zawodniczka brała udział w mistrzostwach Europy w Amsterdamie, zajmując odległą pozycję w eliminacjach.
Wielokrotna medalistka mistrzostw Estonii i reprezentantka kraju w pucharze Europy oraz drużynowym czempionacie Europy.
Rekordy życiowe: stadion – 1,96 (9 sierpnia 2011, Viljandi); hala – 1,94 (2 lutego 2013, Arnstadt). Oba te rezultaty są obecnymi rekordami Estonii. Do zawodniczki należy także rekord kraju w kategorii młodzieżowców (1,89).

## Osiągnięcia
| Rok  | Impreza                               | Miejsce   | Lokata            | Wynik (m) |
| ---- | ------------------------------------- | --------- | ----------------- | --------- |
| 2004 | Mistrzostwa świata juniorów           | Grosseto  | el. – 14. miejsce | 1,75      |
| 2005 | Młodzieżowe mistrzostwa Europy        | Erfurt    | 11. miejsce       | 1,70      |
| 2006 | II liga pucharu Europy                | Nowy Sad  | 1. miejsce        | 1,86      |
| 2006 | Mistrzostwa Europy                    | Göteborg  | el. – 20. miejsce | 1,87      |
| 2007 | II liga pucharu Europy                | Odense    | 3. miejsce        | 1,83      |
| 2007 | Młodzieżowe mistrzostwa Europy        | Debreczyn | el. – 13. miejsce | 1,81      |
| 2007 | Uniwersjada                           | Bangkok   | 9. miejsce        | 1,80      |
| 2008 | Igrzyska olimpijskie                  | Pekin     | el. – 21. miejsce | 1,89      |
| 2009 | Halowe mistrzostwa Europy             | Turyn     | el. – 10. miejsce | 1,85      |
| 2009 | I liga drużynowych mistrzostw Europy  | Bergen    | 2. miejsce        | 1,86      |
| 2009 | Uniwersjada                           | Belgrad   | 5. miejsce        | 1,88      |
| 2009 | Mistrzostwa świata                    | Berlin    | el. – 17. miejsce | 1,89      |
| 2010 | Halowe mistrzostwa świata             | Doha      | el. – 10. miejsce | 1,89      |
| 2010 | I liga drużynowych mistrzostw Europy  | Budapeszt | 5. miejsce        | 1,85      |
| 2010 | Mistrzostwa Europy                    | Barcelona | 11. miejsce       | 1,85      |
| 2011 | Halowe mistrzostwa Europy             | Paryż     | el. – 13. miejsce | 1,89      |
| 2011 | II liga drużynowych mistrzostw Europy | Nowy Sad  | 4. miejsce        | 1,83      |
| 2011 | Uniwersjada                           | Shenzhen  | 3. miejsce        | 1,94      |
| 2011 | Mistrzostwa świata                    | Daegu     | 12. miejsce       | 1,89      |
| 2012 | Halowe mistrzostwa świata             | Stambuł   | el. – 12. miejsce | 1,88      |
| 2012 | Mistrzostwa Europy                    | Helsinki  | el. – 13. miejsce | 1,87      |
| 2012 | Igrzyska olimpijskie                  | Londyn    | el. – 15. miejsce | 1,90      |
| 2013 | Halowe mistrzostwa Europy             | Göteborg  | 4. miejsce        | 1,92      |
| 2013 | Uniwersjada                           | Kazań     | 3. miejsce        | 1,94      |
| 2013 | Mistrzostwa świata                    | Moskwa    | el. – 16. miejsce | 1,88      |
| 2014 | Halowe mistrzostwa świata             | Sopot     | el. – 15. miejsce | 1,88      |
| 2016 | Mistrzostwa Europy                    | Amsterdam | el. – 23. miejsce | 1,80      |